# الغراير (مناخة)

تعديل مصدري - تعديل

الغراير هي إحدى قرى عزلة بني حسن وحسين بمديرية مناخة التابعة لمحافظة صنعاء، بلغ تعداد سكانها 26 نسمة حسب تعداد اليمن لعام 2004.